# Хрестоносець у джинсах (фільм)
«Хрестоносець у джинсах» (нід. Kruistocht in spijkerbroek; також «Хрестовий похід у джинсах»') — фільм 2006 року режисера Бена Сомбогаарта. Фільм знятий на основі однойменного роману Теа Бекман.

## Сюжет
Головний герой фільму — підліток Дольф, член юнацької збірної Нідерландів з футболу, підводить свою команду, і вони програють матч бельгійцям. Знаючи, що його мама працює в лабораторії, де випробовують експериментальну машину часу, він вирішує скористатися нею, щоб повернутися на один день назад і переграти матч. Але випадково вводить пароль доступу в місце введення дати і потрапляє в минуле — 1212 рік.
Дольф, не встигнувши збагнути де він знаходиться, піддається нападу розбійників. Але його виручає група юних паломників, серед яких дівчина Джен — його ровесниця. Вони направляються до учасників дитячого хрестового походу і Дольф, якому треба почекати дванадцять годин перш ніж машина часу поверне його назад, вирішує тимчасово приєднатися до них.
Через дванадцять годин він повертається до місця телепортації, але втративши свій шанс повернутися додому, Дольф повертається до хрестоносців. Протягом походу йому доводиться застосовувати кмітливість і всі сучасні знання: штучне дихання, карантин для хворих, вміння вести переговори, знання географії.
У той час як Дольф намагається вижити сам і допомогти нужденним, його мама намагається полагодити зламану машину часу і повернути сина додому. Вона, дізнавшись із стародавніх книг, що він учасник дитячого хрестового походу, посилає йому звістку про те, що машина перемістить його, коли він буде в Генуї. Дольф разом з Джен в призначений час приходять до Генуї, але на них нападають і виходить так, що тільки він один телепортується в наш час. Дольф, умовивши маму повернути його назад, повертається в минуле, щоб врятувати Джен. Чи вдалося матері забрати Дольфа і Джен, як вона обіцяла, через три тижні в Колізеї, залишається невідомим.

## У ролях
- Джо Флінн — Дольф Вега;
- Стефані Леонідас — Джен;
- Емілі Вотсон — Мері Вега;
- Майкл Калкін — Ансельмус;
- Бенно Фюрманн — Тадеуш;
- Офелія Ловібонд — Ізабелла.

## Книга
Фільм «Хрестоносець у джинсах» — це екранізація однойменного дитячого роману письменниці Теа Бекман, написаного в 1973 році. Книга була переведена на безліч мов.

## Відмінності від книжки
- У фільмі Дольф випадково потрапляє в середньовіччя, помилково набравши на комп'ютері цифри. У повісті він спеціально просить вчених, які досліджують машину часу, відправити його в середньовіччя заради експерименту.
- У фільмі головного героя рятують від нападу розбійників. У книзі від розбійників рятується він сам.
- Щоб повернутися в свою епоху Дольфу потрібно було встигнути до точного часу на конкретне місце. У фільмі він залишається в XIII столітті, тому що проспав, в книзі замість нього випадково відправляється інший хлопчик, учасник дитячого хрестового походу.
- У книзі пастуха Ніколаса обманюють два ченця, один з яких згодом кається і розповідає Дольфу про змову проти дітей. У фільмі обман здійснює тільки один чернець, а в сюжеті присутній молодий священик, що бере участь в діючих подіях, і який здогадується звідки головний герой.

## Паралелі з справжньою історією
- Навесні 1212 року почався Хрестовий похід дітей. На думку сучасних дослідників, було два рухи: французький і німецький.
- Ватажком німецької частини був десятирічний хлопчик на ім'я Ніколас.
- До Шпаєра юні хрестоносці підійшли 25 липня 1212 року.
- Згідно традиційної версії про історію походу, по прибуттю в Марсель, французькі кілька днів молилися про те, щоб море розступилося перед ними. Нарешті, якісь купці виділили їм 7 кораблів, які вирушили не до Палестини, а в Алжир, прямо до работоргівців, з якими змовилися марсельські купці.